# 밀크초콜릿 (영화)
"밀크초콜릿"은 1991년에 개봉한 대한민국의 영화이다.

## 캐스팅
- 박인환 : 서판술 역
- 강리나 : 한미보 역
- 안기성 : 서준혁 역
- 유동근 : 서욱 역
- 진희진
- 김용건
- 이희성
- 김기종
- 김기범
- 무세종
- 최근제
- 정영철
- 박용팔
- 이선주
- 김귀례
- 박진수
- 고상백
- 박정열
- 김동하
- 김영일
- 전규
- 마상춘
- 김미시
- 남포동 (특별출연)
- 이나성 (특별출연)